# W 51
W 51은 지구에서 약 17,000광년 떨어진 곳에 위치한 성운이다. 이 성운은 오리온자리 팔과 궁수자리 팔이 겹치는 부분 쪽에 위치 해있다. 또  우리 은하계에 별이 어떻게 형성되고 있는지를 연구할 수 있는 좋은 기회를 제공하는 성운이기도 하다.

## 설명
W 51 자체의 성운도 스케일이 크지만 그 중심 근처에 위치한 또 다른 젊고 거대한 성단은 W 51로부터 찬드라 X선 망원경이 탐지한 가장 높은 에너지인 X선의 매우 큰 부분을 생성하는 항성 시스템을 갖추고 있다. 천문학계에선 거대한 단일 항성으로부터의 X선 방출에 대한 이론들의 대한 이유를 설명할 수 없기 때문에 매우 젊고 거대한 두 항성의 긴밀한 상호작용을 필요로 한다. W 51처럼 강력하고 정력적인 방사선은 항성계를 둘러싼 분자들의 화학성을 변화시켜 행성의 형성에 대해 최적의 환경을 이루기에 좋은 연구 자료를 제공해주는 성운이다. 